# Dendrotuba
Dentrotuba, en ocasiones erróneamente denominado Ardendrotubum, es un género de foraminífero bentónico de la subfamilia Argillotubinae, de la familia Allogromiidae, del suborden Allogromiina y del orden Allogromiida. Su especie tipo es Dentrotuba nodulosa. Su rango cronoestratigráfico abarca el Holoceno.

## Clasificación
Dentrotuba incluye a la siguiente especie:
- Dentrotuba nodulosa